# Lista odcinków serialu Degrassi: Nowe pokolenie
Degrassi: Nowe pokolenie to kanadyjski serial młodzieżowy stworzony przez Lindę Schuyler i Yana Moore’a. Jego premiera odbyła się na kanale naziemnej telewizji CTV 14 października 2001 roku. Degrassi to czwarty serial z serii dziejący się w tym samym fikcyjnym świecie stworzonym przez Schuyler i Kita Hooda w 1979 roku. Zarówno jak poprzednicy, Nowe pokolenie śledzi losy grupy uczniów Degrassi Community School poruszając przy tym wiele tematów tabu. Oprócz 385 osobnych odcinków wyprodukowano także dziewięć epizodów specjalnych, które nie należą do serialowego uniwersum. Dwa z nich są odcinkami o tematyce halloweenowej, sześć – dokumentami o działalności charytatywnej członków obsady, a jeden – podsumowaniem pierwszych czternastu sezonów serialu.
W Stanach Zjednoczonych serial był emitowany na cyfrowym kanale telewizji kablowej TeenNick. W Polsce Degrassi zadebiutowało 2 stycznia 2006 roku na nieistniejącym już kanale ZigZap, lecz emisję zakończono na dziesiątym sezonie.

## Serie
| Seria | Seria | Odcinki | Oryginalna emisja    | Oryginalna emisja |
| Seria | Seria | Odcinki | Premiera serii       | Finał serii       |
| ----- | ----- | ------- | -------------------- | ----------------- |
|       | 1     | 15      | 14 października 2001 | 3 marca 2002      |
|       | 2     | 22      | 29 września 2002     | 13 lutego 2003    |
|       | 3     | 22      | 17 września 2003     | 5 kwietnia 2004   |
|       | 4     | 22      | 7 września 2004      | 14 lutego 2005    |
|       | 5     | 19      | 19 września 2005     | 20 marca 2006     |
|       | 6     | 19      | 29 września 2006     | 14 maja 2007      |
|       | 7     | 24      | 5 października 2007  | 23 czerwca 2008   |
|       | 8     | 22      | 5 października 2008  | 14 sierpnia 2009  |
|       | 9     | 23      | 4 października 2009  | 16 lipca 2010     |
|       | 10    | 44      | 19 lipca 2010        | 22 kwietnia 2011  |
|       | 11    | 45      | 18 lipca 2011        | 18 maja 2012      |
|       | 12    | 40      | 16 lipca 2012        | 21 czerwca 2013   |
|       | 13    | 40      | 11 lipca 2013        | 29 lipca 2014     |
|       | 14    | 28      | 28 października 2014 | 2 sierpnia 2015   |

## Seria 1 (2001–02)
| Serial # | Sezon # | Tytuł                               | Polski tytuł                             | Premiera             | Premiera         |
| -------- | ------- | ----------------------------------- | ---------------------------------------- | -------------------- | ---------------- |
| 1        | 1       | „Mother and Child Reunion Part One” | „Spotkanie matki i córki Część pierwsza” | 14 października 2001 | 2 stycznia 2006  |
| 2        | 2       | „Mother and Child Reunion Part Two” | „Spotkanie matki i córki Część druga”    | 14 października 2001 | 3 stycznia 2006  |
| 3        | 3       | „Family Politics”                   | „Rodzinna polityka”                      | 4 listopada 2001     | 4 stycznia 2006  |
| 4        | 4       | „Eye of the Beholder”               | „Zazdrość”                               | 11 listopada 2001    | 5 stycznia 2006  |
| 5        | 5       | „Parents’ Day”                      | „Dzień otwarty”                          | 18 listopada 2001    | 6 stycznia 2006  |
| 6        | 6       | „The Mating Game”                   | „Romeo i Julia”                          | 25 listopada 2001    | 7 stycznia 2006  |
| 7        | 7       | „Basketball Diaries”                | „Mecz”                                   | 2 grudnia 2001       | 8 stycznia 2006  |
| 8        | 8       | „Secrets & Lies”                    | „Sekrety i kłamstwa”                     | 9 grudnia 2001       | 9 stycznia 2006  |
| 9        | 9       | „Coming of Age”                     | „Dorastanie”                             | 16 grudnia 2001      | 10 stycznia 2006 |
| 10       | 10      | „Rumours and Reputations”           | „Plotka”                                 | 6 stycznia 2002      | 11 stycznia 2006 |
| 11       | 11      | „Friday Night”                      | „Piątkowy wieczór”                       | 27 stycznia 2002     | 12 stycznia 2006 |
| 12       | 12      | „Wannabe”                           | „Czirliderki”                            | 3 lutego 2002        | 13 stycznia 2006 |
| 13       | 13      | „Cabaret”                           | „Kabaret”                                | 17 lutego 2002       | 14 stycznia 2006 |
| 14       | 14      | „Under Pressure”                    | „Pod presją”                             | 24 lutego 2002       | 15 stycznia 2006 |
| 15       | 15      | „Jagged Little Pill”                | „Tabletka”                               | 3 marca 2002         | 16 stycznia 2006 |

## Seria 2 (2002–03)
| Serial # | Sezon # | Tytuł                           | Polski tytuł                 | Premiera             | Premiera         |
| -------- | ------- | ------------------------------- | ---------------------------- | -------------------- | ---------------- |
| 16       | 1       | „When Doves Cry Part One”       | „Siła pięści Część pierwsza” | 29 września 2002     | 17 stycznia 2006 |
| 17       | 2       | „When Doves Cry Part Two”       | „Siła pięści Część druga”    | 29 września 2002     | 18 stycznia 2006 |
| 18       | 3       | „Girls Just Wanna Have Fun”     | „Dziewczyny się bawią”       | 6 października 2002  | 19 stycznia 2006 |
| 19       | 4       | „Karma Chameleon”               | „Spóźnione przebudzenie”     | 13 października 2002 | 20 stycznia 2006 |
| 20       | 5       | „Weird Science”                 | „Konkurs pupili”             | 20 października 2002 | 21 stycznia 2006 |
| 21       | 6       | „Drive”                         | „Przejażdżka”                | 27 października 2002 | 22 stycznia 2006 |
| 22       | 7       | „Shout Part One”                | „Krzyk Część pierwsza”       | 3 listopada 2002     | 23 stycznia 2006 |
| 23       | 8       | „Shout Part Two”                | „Krzyk Część druga”          | 10 listopada 2002    | 24 stycznia 2006 |
| 24       | 9       | „Mirror in the Bathroom”        | „Lustro”                     | 17 listopada 2002    | 25 stycznia 2006 |
| 25       | 10      | „Take My Breath Away”           | „Zawiedziona miłość”         | 24 listopada 2002    | 26 stycznia 2006 |
| 26       | 11      | „Don’t Believe the Hype”        | „Nie wierz w modę”           | 1 grudnia 2002       | 27 stycznia 2006 |
| 27       | 12      | „White Wedding Part One”        | „Ślub Część pierwsza”        | 5 stycznia 2003      | 28 stycznia 2006 |
| 28       | 13      | „White Wedding Part One”        | „Ślub Część pierwsza”        | 5 stycznia 2003      | 29 stycznia 2006 |
| 29       | 14      | „Careless Whisper”              | „Odkrycie”                   | 3 stycznia 2003      | 30 stycznia 2006 |
| 30       | 15      | „Hot for Teacher”               | „Nauczycielka”               | 10 stycznia 2003     | 31 stycznia 2006 |
| 31       | 16      | „Message in a Bottle”           | „Rozbitek”                   | 17 stycznia 2003     | 1 lutego 2006    |
| 32       | 17      | „Relax”                         | „Napoleon”                   | 26 stycznia 2003     | 2 lutego 2006    |
| 33       | 18      | „Dressed in Black”              | „Ubrana na czarno”           | 19 stycznia 2003     | 3 lutego 2006    |
| 34       | 19      | „Fight for Your Right”          | „Walcz o swoje prawa”        | 2 lutego 2003        | 4 lutego 2006    |
| 35       | 20      | „How Soon Is Now?”              | „Im szybciej, tym lepiej”    | 9 lutego 2003        | 5 lutego 2006    |
| 36       | 21      | „Tears Are Not Enough Part One” | „Gorzkie łzy Część pierwsza” | 16 lutego 2003       | 6 lutego 2006    |
| 37       | 22      | „Tears Are Not Enough Part Two” | „Gorzkie łzy Część druga”    | 23 lutego 2003       | 7 lutego 2006    |

## Seria 3 (2003–04)
| Serial # | Sezon # | Tytuł                            | Polski tytuł                          | Premiera             | Premiera             |
| -------- | ------- | -------------------------------- | ------------------------------------- | -------------------- | -------------------- |
| 38       | 1       | „Father Figure Part One”         | „Ojciec Część pierwsza”               | 17 września 2003     | 21 września 2006     |
| 39       | 2       | „Father Figure Part Two”         | „Ojciec Część druga”                  | 17 września 2003     | 22 września 2006     |
| 40       | 3       | „U Got the Look”                 | „Nowy wizerunek”                      | 1 października 2003  | 23 września 2006     |
| 41       | 4       | „Pride Part One”                 | „Duma Część pierwsza”                 | 8 października 2003  | 24 września 2006     |
| 42       | 5       | „Pride Part Two”                 | „Duma Część druga”                    | 15 października 2003 | 25 września 2006     |
| 43       | 6       | „Gangsta Gangsta”                | „Zostać gangsterem”                   | 22 października 2003 | 26 września 2006     |
| 44       | 7       | „Should I Stay or Should I Go?”  | „Odejść czy zostać?”                  | 29 października 2003 | 27 września 2006     |
| 45       | 8       | „Whisper to a Scream”            | „Wołanie o pomoc”                     | 5 listopada 2003     | 28 września 2006     |
| 46       | 9       | „Against All Odds”               | „Teatr”                               | 12 listopada 2003    | 30 września 2006     |
| 47       | 10      | „Never Gonna Give You Up”        | „Nigdy cię nie wydam”                 | 19 listopada 2003    | 29 września 2006     |
| 48       | 11      | „Holiday Part One”               | „Święta Część pierwsza”               | 17 grudnia 2003      | 1 października 2006  |
| 49       | 12      | „Holiday Part Two”               | „Święta Część druga”                  | 17 grudnia 2003      | 2 października 2006  |
| 50       | 13      | „This Charming Man”              | „Czarujący mężczyzna”                 | 10 grudnia 2003      | 3 października 2006  |
| 51       | 14      | „Accidents Will Happen Part One” | „Wypadki się zdarzają Część pierwsza” | 26 stycznia 2004     | 4 października 2006  |
| 52       | 15      | „Accidents Will Happen Part Two” | „Wypadki się zdarzają Część druga”    | 9 lutego 2004        | 5 października 2006  |
| 53       | 16      | „Take on Me”                     | „Kara”                                | 16 lutego 2004       | 6 października 2006  |
| 54       | 17      | „Don’t Dream It’s Over”          | „Wycieczka”                           | 23 lutego 2004       | 7 października 2006  |
| 55       | 18      | „Rock & Roll High School”        | „Konkurs”                             | 8 marca 2004         | 8 października 2006  |
| 56       | 19      | „It’s Raining Men”               | „Pierwsza randka”                     | 15 marca 2004        | 9 października 2006  |
| 57       | 20      | „I Want Candy”                   | „Wagary”                              | 22 marca 2004        | 10 października 2006 |
| 58       | 21      | „Our House”                      | „Ambitne postanowienie”               | 29 marca 2004        | 11 października 2006 |
| 59       | 22      | „The Power of Love”              | „Potęga miłości”                      | 5 kwietnia 2004      | 12 października 2006 |

## Seria 4 (2004–05)
| Serial # | Sezon # | Tytuł                           | Polski tytuł                        | Premiera             | Premiera         |
| -------- | ------- | ------------------------------- | ----------------------------------- | -------------------- | ---------------- |
| 60       | 1       | „Ghost in the Machine Part One” | „Sprawa sprzed lat Część pierwsza”  | 7 września 2004      | 9 kwietnia 2007  |
| 61       | 2       | „Ghost in the Machine Part Two” | „Sprawa sprzed lat Część druga”     | 7 września 2004      | 10 kwietnia 2007 |
| 62       | 3       | „King of Pain”                  | „Wybory”                            | 21 września 2004     | 11 kwietnia 2007 |
| 63       | 4       | „Mercy Street”                  | „Protest”                           | 21 września 2004     | 12 kwietnia 2007 |
| 64       | 5       | „Anywhere I Lay My Head”        | „Decyzja”                           | 28 września 2004     | 13 kwietnia 2007 |
| 65       | 6       | „Islands in the Stream”         | „Uroczy chłopak”                    | 28 września 2004     | 14 kwietnia 2007 |
| 66       | 7       | „Time Stands Still Part One”    | „Czas się zatrzymał Część pierwsza” | 5 października 2004  | 14 kwietnia 2007 |
| 67       | 8       | „Time Stands Still Part One”    | „Czas się zatrzymał Część pierwsza” | 12 października 2004 | 15 kwietnia 2007 |
| 68       | 9       | „Back in Black”                 | „Powrót syna marnotrawnego”         | 19 października 2004 | 16 kwietnia 2007 |
| 69       | 10      | „Neutron Dance”                 | „Powrót”                            | 26 października 2004 | 17 kwietnia 2007 |
| 70       | 11      | „Voices Carry Part One”         | „Wielka miłość Część pierwsza”      | 2 listopada 2004     | 18 kwietnia 2007 |
| 71       | 12      | „Voices Carry Part Two”         | „Wielka miłość Część druga”         | 9 listopada 2004     | 19 kwietnia 2007 |
| 72       | 13      | „Bark at the Moon”              | „Zmienność uczuć”                   | 23 listopada 2004    | 20 kwietnia 2007 |
| 73       | 14      | „Secret Part One”               | „Tajemnica Część pierwsza”          | 30 listopada 2004    | 21 kwietnia 2007 |
| 74       | 15      | „Secret Part Two”               | „Tajemnica Część druga”             | 7 grudnia 2004       | 22 kwietnia 2007 |
| 75       | 16      | „Eye of the Tiger”              | „Wyznanie Spinnera”                 | 14 grudnia 2004      | 23 kwietnia 2007 |
| 76       | 17      | „Queen of Hearts”               | „Tajemniczy ukochany Paige”         | 17 stycznia 2005     | 24 kwietnia 2007 |
| 77       | 18      | „Modern Love”                   | „Dorosła miłość”                    | 24 stycznia 2005     | 25 kwietnia 2007 |
| 78       | 19      | „Moonlight Desires”             | „Zmiana planów”                     | 31 stycznia 2005     | 26 kwietnia 2007 |
| 79       | 20      | „West End Girls”                | „Bal”                               | 31 stycznia 2005     | 27 kwietnia 2007 |
| 80       | 21      | „Going Down the Road Part One”  | „Zagubieni Część pierwsza”          | 7 lutego 2005        | 28 kwietnia 2007 |
| 81       | 22      | „Going Down the Road Part One”  | „Zagubieni Część pierwsza”          | 14 lutego 2005       | 29 kwietnia 2007 |

## Seria 5 (2005–06)
| Serial # | Sezon # | Tytuł                                        | Polski tytuł                         | Premiera             | Premiera             |
| -------- | ------- | -------------------------------------------- | ------------------------------------ | -------------------- | -------------------- |
| 82       | 1       | „Venus Part One”                             | „Wenus Część pierwsza”               | 19 września 2005     | 25 września 2007     |
| 83       | 2       | „Venus Part Two”                             | „Wenus Część druga”                  | 26 września 2005     | 26 września 2007     |
| 84       | 3       | „Death of a Disco Dancer”                    | „Porażka”                            | 3 października 2005  | 27 września 2007     |
| 85       | 4       | „Foolin'”                                    | „Odpowiedzialność”                   | 10 października 2005 | 28 września 2007     |
| 86       | 5       | „Weddings, Parties, Anything”                | „Wesela, imprezy, cokolwiek”         | 17 października 2005 | 29 września 2007     |
| 87       | 6       | „I Still Haven’t Found What I’m Looking For” | „Nowe wybory”                        | 24 października 2005 | 30 września 2007     |
| 88       | 7       | „Turned Out Part One”                        | „Ujawnienie prawdy Część pierwsza”   | 31 października 2005 | 1 października 2007  |
| 89       | 8       | „Turned Out Part Two”                        | „Ujawnienie prawdy Część druga”      | 7 listopada 2005     | 2 października 2007  |
| 90       | 9       | „Tell It to My Heart”                        | „Za głosem serca”                    | 14 listopada 2005    | 3 października 2007  |
| 91       | 10      | „Redemption Song”                            | „Odkupienie”                         | 21 listopada 2005    | 4 października 2007  |
| 92       | 11      | „The Lexicon of Love Part One”               | „Miłosna pętla Część pierwsza”       | 28 listopada 2005    | 5 października 2007  |
| 93       | 12      | „The Lexicon of Love Part Two”               | „Miłosna pętla Część druga”          | 5 grudnia 2005       | 6 października 2007  |
| 94       | 13      | „Together Forever”                           | „Na zawsze razem”                    | 12 grudnia 2005      | 7 października 2007  |
| 95       | 14      | „I Against I”                                | „Rozterki Spinnera”                  | 30 stycznia 2006     | 8 października 2007  |
| 96       | 15      | „Our Lips Are Sealed Part One”               | „Emma traci kontrolę Część pierwsza” | 20 lutego 2006       | 9 października 2007  |
| 97       | 16      | „Our Lips Are Sealed Part Two”               | „Emma traci kontrolę Część druga”    | 27 lutego 2006       | 10 października 2007 |
| 98       | 17      | „Total Eclipse of the Heart”                 | „Sercowe zawirowania”                | 6 marca 2006         | 11 października 2007 |
| 99       | 18      | „High Fidelity Part One”                     | „Właściwa droga Część pierwsza”      | 13 marca 2006        | 12 października 2007 |
| 100      | 19      | „High Fidelity Part Two”                     | „Właściwa droga Część druga”         | 20 marca 2006        | 13 października 2007 |

## Seria 6 (2006–07)
| Serial # | Sezon # | Tytuł                                         | Polski tytuł                             | Premiera             | Premiera         |
| -------- | ------- | --------------------------------------------- | ---------------------------------------- | -------------------- | ---------------- |
| 101      | 1       | „Here Comes Your Man Part One”                | „Oto twój facet Część pierwsza”          | 29 września 2006     | 9 września 2008  |
| 102      | 2       | „Here Comes Your Man Part Two”                | „Oto twój facet Część druga”             | 29 września 2006     | 10 września 2008 |
| 103      | 3       | „True Colours”                                | „Prawdziwe kolory”                       | 6 października 2006  | 11 września 2008 |
| 104      | 4       | „Can’t Hardly Wait”                           | „Nie mogę się doczekać”                  | 13 października 2006 | 12 września 2008 |
| 105      | 5       | „Eyes Without a Face Part One”                | „Oczy bez twarzy Część pierwsza”         | 20 października 2006 | 13 września 2008 |
| 106      | 6       | „Eyes Without a Face Part Two”                | „Oczy bez twarzy Część druga”            | 3 listopada 2006     | 14 września 2008 |
| 107      | 7       | „Working for the Weekend”                     | „Praca na weekend”                       | 10 listopada 2006    | 15 września 2008 |
| 108      | 8       | „Crazy Little Thing Called Love”              | „Szaleństwo zwane miłością”              | 17 listopada 2006    | 16 września 2008 |
| 109      | 9       | „What’s It Feel Like to Be a Ghost? Part One” | „Jak to jest być duchem? Część pierwsza” | 2 stycznia 2007      | 17 września 2008 |
| 110      | 10      | „What’s It Feel Like to Be a Ghost? Part Two” | „Jak to jest być duchem? Część druga”    | 2 stycznia 2007      | 18 września 2008 |
| 111      | 11      | „Rock This Town”                              | „Impreza”                                | 9 stycznia 2007      | 19 września 2008 |
| 112      | 12      | „The Bitterest Pill”                          | „Gorzka pigułka”                         | 9 stycznia 2007      | 20 września 2008 |
| 113      | 13      | „If You Leave”                                | „Gdy odejdziesz”                         | 16 lutego 2007       | 21 września 2008 |
| 114      | 14      | „Free Fallin’ Part One”                       | „Upadek Część pierwsza”                  | 28 marca 2007        | 22 września 2008 |
| 115      | 15      | „Free Fallin’ Part Two”                       | „Upadek Część druga”                     | 4 kwietnia 2007      | 23 września 2008 |
| 116      | 16      | „Love My Way”                                 | „Miłość po mojemu”                       | 16 kwietnia 2007     | 24 września 2008 |
| 117      | 17      | „Sunglasses at Night”                         | „Ciemny interes”                         | 23 kwietnia 2007     | 25 września 2008 |
| 118      | 18      | „Don’t You Want Me? Part One”                 | „Czy mnie chcesz? Część pierwsza”        | 7 maja 2007          | 26 września 2008 |
| 119      | 19      | „Don’t You Want Me? Part Two”                 | „Czy mnie chcesz? Część druga”           | 14 maja 2007         | 27 września 2008 |

## Seria 7 (2007–08)
| Serial # | Sezon # | Tytuł                           | Polski tytuł                        | Premiera             | Premiera         |
| -------- | ------- | ------------------------------- | ----------------------------------- | -------------------- | ---------------- |
| 120      | 1       | „Standing in the Dark Part One” | „Stojąc w mroku Część pierwsza”     | 5 października 2007  | 18 kwietnia 2009 |
| 121      | 2       | „Standing in the Dark Part Two” | „Stojąc w mroku Część druga”        | 5 października 2007  | 19 kwietnia 2009 |
| 122      | 3       | „Love is a Battlefield”         | „Miłość to pole walki”              | 12 października 2007 | 20 kwietnia 2009 |
| 123      | 4       | „It’s Tricky”                   | „Trudna sprawa”                     | 19 października 2007 | 21 kwietnia 2009 |
| 124      | 5       | „Death of Glory Part One”       | „Śmierć albo chwała Część pierwsza” | 2 listopada 2007     | 22 kwietnia 2009 |
| 125      | 6       | „Death or Glory Part Two”       | „Śmierć albo chwała Część druga”    | 9 listopada 2007     | 23 kwietnia 2009 |
| 126      | 7       | „We Got the Beat”               | „Nasz talent”                       | 16 listopada 2007    | 24 kwietnia 2009 |
| 127      | 8       | „Jessie’s Girl”                 | „Dziewczyna Jessiego”               | 8 lutego 2008        | 25 kwietnia 2009 |
| 128      | 9       | „Hungry Eyes”                   | „Głodne oczy”                       | 15 lutego 2008       | 26 kwietnia 2009 |
| 129      | 10      | „Pass the Dutchie”              | „Podaj skręta”                      | 22 lutego 2008       | 27 kwietnia 2009 |
| 130      | 11      | „Owner of a Lonely Heart”       | „Samotne serce”                     | 29 lutego 2008       | 28 kwietnia 2009 |
| 131      | 12      | „Live to Tell”                  | „Powiedzieć prawdę”                 | 7 marca 2008         | 29 kwietnia 2009 |
| 132      | 13      | „Bust a Move Part One”          | „Krok do przodu Część pierwsza”     | 31 marca 2008        | 30 kwietnia 2009 |
| 133      | 14      | „Bust a Move Part Two”          | „Krok do przodu Część druga”        | 4 kwietnia 2008      | 1 maja 2009      |
| 134      | 15      | „Got My Mind Set on You”        | „Spodobałaś mi się”                 | 11 kwietnia 2008     | 2 maja 2009      |
| 135      | 16      | „Sweet Child o’Mine”            | „Moja córeczka”                     | 18 kwietnia 2008     | 3 maja 2009      |
| 136      | 17      | „Talking in Your Sleep”         | „Mówiąc przez sen”                  | 28 kwietnia 2008     | 4 maja 2009      |
| 137      | 18      | „Another Brick in the Wall”     | „Kolejna cegła w murze”             | 25 kwietnia 2008     | 5 maja 2009      |
| 138      | 19      | „Broken Wings”                  | „Podcięte skrzydła”                 | 12 maja 2008         | 6 maja 2009      |
| 139      | 20      | „Ladies’ Night”                 | „Wieczór kobiet”                    | 26 maja 2008         | 7 maja 2009      |
| 140      | 21      | „Everything She Wants”          | „Wszystko, czego chce”              | 2 czerwca 2008       | 8 maja 2009      |
| 141      | 22      | „Don’t Stop Believin'”          | „Nie przestawaj marzyć”             | 9 czerwca 2008       | 9 maja 2009      |
| 142      | 23      | „If This Is It”                 | „Jeśli o to chodzi”                 | 16 czerwca 2008      | 10 maja 2009     |
| 143      | 24      | „We Built This City”            | „My zbudowaliśmy to miasto”         | 23 czerwca 2008      | 11 maja 2009     |

## Seria 8 (2008–09)
| Serial # | Sezon # | Tytuł                          | Polski tytuł                               | Premiera             | Premiera        |
| -------- | ------- | ------------------------------ | ------------------------------------------ | -------------------- | --------------- |
| 144      | 1       | „Uptown Girl Part One”         | „Dziewczyna z przedmieścia Część pierwsza” | 5 października 2008  | 27 czerwca 2009 |
| 145      | 2       | „Uptown Girl Part Two”         | „Dziewczyna z przedmieścia Część druga”    | 10 października 2008 | 28 czerwca 2009 |
| 146      | 3       | „Fight the Power”              | „Pokonać opór”                             | 17 października 2008 | 29 czerwca 2009 |
| 147      | 4       | „Didn’t We Almost Have It All” | „Miałyśmy prawie wszystko”                 | 24 października 2008 | 30 czerwca 2009 |
| 148      | 5       | „Man with Two Hearts”          | „Chłopak z dwoma sercami”                  | 7 listopada 2008     | 1 lipca 2009    |
| 149      | 6       | „With or Without You”          | „Z tobą lub bez ciebie”                    | 14 listopada 2008    | 2 lipca 2009    |
| 150      | 7       | „Money for Nothing”            | „Pieniądze za nic”                         | 21 listopada 2008    | 3 lipca 2009    |
| 151      | 8       | „Lost in Love Part One”        | „Zagubieni w miłości Część pierwsza”       | 30 listopada 2008    | 4 lipca 2009    |
| 152      | 9       | „Lost in Love Part One”        | „Zagubieni w miłości Część druga”          | 18 stycznia 2009     | 5 lipca 2009    |
| 153      | 10      | „Bad Medicine”                 | „Złe lekarstwo”                            | 25 stycznia 2009     | 6 lipca 2009    |
| 154      | 11      | „Causing a Commotion”          | „Zamieszanie”                              | 8 lutego 2009        | 7 lipca 2009    |
| 155      | 12      | „Heat of the Moment”           | „Nieprzemyślana decyzja”                   | 15 lutego 2009       | 8 lipca 2009    |
| 156      | 13      | „Jane Says Part One”           | „Jak twierdzi Jane Część pierwsza”         | 1 marca 2009         | 9 lipca 2009    |
| 157      | 14      | „Jane Says Part Two”           | „Jak twierdzi Jane Część druga”            | 8 marca 2009         | 10 lipca 2009   |
| 158      | 15      | „Touch of Grey”                | „Odcienie szarości”                        | 15 marca 2009        | 11 lipca 2009   |
| 159      | 16      | „Heart of Glass”               | „Kruche serce”                             | 22 marca 2009        | 12 lipca 2009   |
| 160      | 17      | „Up Where We Belong”           | „Wybór drogi”                              | 5 kwietnia 2009      | 13 lipca 2009   |
| 161      | 18      | „Danger Zone”                  | „Niebezpieczna strefa”                     | 12 kwietnia 2009     | 14 lipca 2009   |
| 162      | 19      | „Paradise City Part One”       | „Miasto w raju Część pierwsza”             | 14 sierpnia 2009     | 15 lipca 2009   |
| 163      | 20      | „Paradise City Part Two”       | „Miasto w raju Część druga”                | 14 sierpnia 2009     | 16 lipca 2009   |
| 164      | 21      | „Paradise City Part Three”     | „Miasto w raju Część trzecia”              | 14 sierpnia 2009     | 17 lipca 2009   |
| 165      | 22      | „Paradise City Part Four”      | „Miasto w raju Część czwarta”              | 14 sierpnia 2009     | 18 lipca 2009   |

## Seria 9 (2009–10)
| Serial # | Sezon # | Tytuł                              | Premiera             | Premiera          |
| -------- | ------- | ---------------------------------- | -------------------- | ----------------- |
| 166      | 1       | „Just Can’t Get Enough Part One”   | 4 października 2009  | 3 listopada 2010  |
| 167      | 2       | „Just Can’t Get Enough Part Two”   | 4 października 2009  | 4 listopada 2010  |
| 168      | 3       | „Shoot to Thrill”                  | 16 października 2009 | 5 listopada 2010  |
| 169      | 4       | „Close to Me”                      | 11 października 2009 | 6 listopada 2010  |
| 170      | 5       | „You Be Illin'”                    | 18 października 2009 | 7 listopada 2010  |
| 171      | 6       | „Wanna Be Startin’ Something”      | 11 października 2009 | 8 listopada 2010  |
| 172      | 7       | „Beat It Part One”                 | 1 listopada 2009     | 9 listopada 2010  |
| 173      | 8       | „Beat It Part Two”                 | 1 listopada 2009     | 10 listopada 2010 |
| 174      | 9       | „Waiting for a Girl Like You”      | 8 listopada 2009     | 11 listopada 2010 |
| 175      | 10      | „Somebody”                         | 8 listopada 2009     | 12 listopada 2010 |
| 176      | 11      | „Heart Like Mine Part One”         | 15 listopada 2009    | 13 listopada 2010 |
| 177      | 12      | „Heart Like Mine Part Two”         | 15 listopada 2009    | 14 listopada 2010 |
| 178      | 13      | „Holiday Road”                     | 22 listopada 2009    | 15 listopada 2010 |
| 179      | 14      | „Start Me Up”                      | 22 listopada 2009    | 16 listopada 2010 |
| 180      | 15      | „Why Can’t This Be Love? Part One” | 2 kwietnia 2010      | 17 listopada 2010 |
| 191      | 16      | „Why Can’t This Be Love? Part Two” | 2 kwietnia 2010      | 18 listopada 2010 |
| 182      | 17      | „Innocent When You Dream”          | 7 maja 2010          | 19 listopada 2010 |
| 183      | 18      | „In Your Eyes”                     | 14 maja 2010         | 20 listopada 2010 |
| 184      | 19      | „Keep On Loving You”               | 21 maja 2010         | 21 listopada 2010 |
| 185      | 20      | „The Rest of My Life Part One”     | 16 lipca 2010        | 22 listopada 2010 |
| 186      | 21      | „The Rest of My Life Part Two”     | 16 lipca 2010        | 23 listopada 2010 |
| 187      | 22      | „The Rest of My Life Part Three”   | 16 lipca 2010        | 24 listopada 2010 |
| 188      | 23      | „The Rest of My Life Part Four”    | 16 lipca 2010        | 25 listopada 2010 |

## Seria 10 (2010–11)
| Serial # | Sezon # | Tytuł                                               | Polski tytuł                               | Premiera             | Premiera         |
| -------- | ------- | --------------------------------------------------- | ------------------------------------------ | -------------------- | ---------------- |
| 189      | 1       | „What a Girl Wants Part One”                        | „Czego pragnie dziewczyna? Część pierwsza” | 19 lipca 2010        | 11 lutego 2011   |
| 190      | 2       | „What a Girl Wants Part Two”                        | „Czego pragnie dziewczyna? Część druga”    | 20 lipca 2010        | 12 lutego 2011   |
| 191      | 3       | „Breakaway Part One”                                | „Ucieczka Część pierwsza”                  | 21 lipca 2010        | 13 lutego 2011   |
| 192      | 4       | „Breakaway Part Two”                                | „Ucieczka Część druga”                     | 22 lipca 2010        | 14 lutego 2011   |
| 193      | 5       | „99 Problems Part One”                              | „99 problemów Część pierwsza”              | 26 lipca 2010        | 15 lutego 2011   |
| 194      | 6       | „99 Problems Part Two”                              | „99 problemów Część druga”                 | 27 lipca 2010        | 16 lutego 2011   |
| 195      | 7       | „Better Off Alone Part One”                         | „Wolę być sam Część pierwsza”              | 28 lipca 2010        | 17 lutego 2011   |
| 196      | 8       | „Better Off Alone Part Two”                         | „Wolę być sam Część druga”                 | 29 lipca 2010        | 18 lutego 2011   |
| 197      | 9       | ”I Just Don’t Know What to Do With Myself Part One” | „Nie wiem, co mam począć Część pierwsza”   | 2 sierpnia 2010      | 19 lutego 2011   |
| 198      | 10      | ”I Just Don’t Know What to Do With Myself Part Two” | „Nie wiem, co mam począć Część druga”      | 3 sierpnia 2010      | 20 lutego 2011   |
| 199      | 11      | „Try Honesty Part One”                              | „Próba szczerości Część pierwsza”          | 4 sierpnia 2010      | 21 lutego 2011   |
| 200      | 12      | „Try Honesty Part Two”                              | „Próba szczerości Część druga”             | 5 sierpnia 2010      | 22 lutego 2011   |
| 201      | 13      | „You Don’t Know My Name Part One”                   | „Jak brzmi moje imię? Część pierwsza”      | 9 sierpnia 2010      | 23 lutego 2011   |
| 202      | 14      | „You Don’t Know My Name Part Two”                   | „Jak brzmi moje imię? Część druga”         | 10 sierpnia 2010     | 24 lutego 2011   |
| 203      | 15      | „My Body Is a Cage Part One”                        | „Moje ciało to klatka Część pierwsza”      | 11 sierpnia 2010     | 25 lutego 2011   |
| 204      | 16      | „My Body Is a Cage Part Two”                        | „Moje ciało to klatka Część druga”         | 12 sierpnia 2010     | 26 lutego 2011   |
| 205      | 17      | „Tears Dry on Their Own Part One”                   | „Łzy same znikną Część pierwsza”           | 16 sierpnia 2010     | 27 lutego 2011   |
| 206      | 18      | „Tears Dry on Their Own Part Two”                   | „Łzy same znikną Część druga”              | 17 sierpnia 2010     | 28 lutego 2011   |
| 207      | 19      | „Still Fighting It Part One”                        | „Walka nie ustaje Część pierwsza”          | 18 sierpnia 2010     | 1 marca 2011     |
| 208      | 20      | „Still Fighting It Part Two”                        | „Walka nie ustaje Część druga”             | 19 sierpnia 2010     | 2 marca 2011     |
| 209      | 21      | „Purple Pills Part One”                             | „Fioletowe pigułki Część pierwsza”         | 23 sierpnia 2010     | 3 marca 2011     |
| 210      | 22      | „Purple Pills Part Two”                             | „Fioletowe pigułki Część druga”            | 24 sierpnia 2010     | 4 marca 2011     |
| 211      | 23      | „All Falls Down Part One”                           | „Wszystko się wali Część pierwsza”         | 25 sierpnia 2010     | 5 marca 2011     |
| 212      | 24      | „All Falls Down Part Two”                           | „Wszystko się wali Część druga”            | 26 sierpnia 2010     | 6 marca 2011     |
| 213      | 25      | „Don’t Let Me Get Me Part One”                      | „Nie daj mnie złapać Część pierwsza”       | 8 października 2010  | 6 września 2011  |
| 214      | 26      | „Don’t Let Me Get Me Part Two”                      | „Nie daj mnie złapać Część druga”          | 8 października 2010  | 7 września 2011  |
| 215      | 27      | „Love Lockdown Part One”                            | „Miłosny klincz Część pierwsza”            | 15 października 2010 | 8 września 2011  |
| 216      | 28      | „Love Lockdown Part Two”                            | „Miłosny klincz Część druga”               | 22 października 2010 | 8 września 2011  |
| 217      | 29      | „Umbrella Part One”                                 | „Parasolka Część pierwsza”                 | 29 października 2010 | 9 września 2011  |
| 218      | 30      | „Umbrella Part Two”                                 | „Parasolka Część druga”                    | 5 listopada 2010     | 10 września 2011 |
| 219      | 31      | „Halo Part One”                                     | „Halo Część pierwsza”                      | 12 listopada 2010    | 11 września 2011 |
| 220      | 32      | „Halo Part Two”                                     | „Halo Część druga”                         | 19 listopada 2010    | 12 września 2011 |
| 221      | 33      | „When Love Takes Over Part One”                     | „Prawo miłości Część pierwsza”             | 11 lutego 2011       | 12 września 2011 |
| 222      | 34      | „When Love Takes Over Part Two”                     | „Prawo miłości Część druga”                | 11 lutego 2011       | 13 września 2011 |
| 223      | 35      | „The Way We Get By Part One”                        | „Trudne decyzje Część pierwsza”            | 18 lutego 2011       | 13 września 2011 |
| 224      | 36      | „The Way We Get By Part Two”                        | „Trudne decyzje Część druga”               | 25 lutego 2011       | 14 września 2011 |
| 225      | 37      | „Jesus, Etc. Part One”                              | „Jezus Część pierwsza”                     | 4 marca 2011         | 15 września 2011 |
| 226      | 38      | „Jesus, Etc. Part Two”                              | „Jezus Część druga”                        | 11 marca 2011        | 15 września 2011 |
| 227      | 39      | „Hide and Seek Part One”                            | „Ciuciubabka Część pierwsza”               | 18 marca 2011        | 16 września 2011 |
| 228      | 40      | „Hide and Seek Part Two”                            | „Ciuciubabka Część druga”                  | 25 marca 2011        | 17 września 2011 |
| 229      | 41      | „Chasing Pavements Part One”                        | „Drogi do sukcesu Część pierwsza”          | 1 kwietnia 2011      | 18 września 2011 |
| 230      | 42      | „Chasing Pavements Part Two”                        | „Drogi do sukcesu Część druga”             | 8 kwietnia 2011      | 19 września 2011 |
| 231      | 43      | „Drop the World Part One”                           | „Wielkie uderzenie Część pierwsza”         | 15 kwietnia 2011     | 19 września 2011 |
| 232      | 44      | „Drop the World Part Two”                           | „Wielkie uderzenie Część druga”            | 22 kwietnia 2011     | 20 września 2011 |

## Seria 11 (2011–12)
| Serial # | Sezon # | Tytuł                              | Scenariusz      | Reżyseria         | Premiera             | Premiera     |
| -------- | ------- | ---------------------------------- | --------------- | ----------------- | -------------------- | ------------ |
| 233      | 1       | „Boom Boom Pow Part One”           | Sarah Glinski   | Stefan Brogren    | 18 lipca 2011        | nieemitowany |
| 234      | 2       | „Boom Boom Pow Part Two”           | Brendon Yorke   | Stefan Brogren    | 18 lipca 2011        | nieemitowany |
| 235      | 3       | „Love Game”                        | Lauren Gosnell  | Stefan Brogren    | 19 lipca 2011        | nieemitowany |
| 236      | 4       | „What’s My Age Again?”             | Sarah Glinski   | Stefan Brogren    | 20 lipca 2011        | nieemitowany |
| 237      | 5       | „Idioteque”                        | Brendon Yorke   | Stefan Brogren    | 21 lipca 2011        | nieemitowany |
| 238      | 6       | „Cry Me a River Part One”          | Duana Taha      | Eleanore Lindo    | 25 lipca 2011        | nieemitowany |
| 239      | 7       | „Cry Me a River Part Two”          | Duana Taha      | Eleanore Lindo    | 26 lipca 2011        | nieemitowany |
| 240      | 8       | „Dirt Off Your Shoulder Part One”  | Cole Bastedo    | Eleanore Lindo    | 27 lipca 2011        | nieemitowany |
| 241      | 9       | „Dirt Off Your Shoulder Part Two”  | Cole Bastedo    | Eleanore Lindo    | 28 lipca 2011        | nieemitowany |
| 242      | 10      | „Paper Planes Part One”            | Michael Grassi  | Phil Earnshaw     | 1 sierpnia 2011      | nieemitowany |
| 243      | 11      | „Paper Planes Part Two”            | Michael Grassi  | Phil Earnshaw     | 2 sierpnia 2011      | nieemitowany |
| 244      | 12      | „Should’ve Said No Part One”       | Sarah Glinski   | Phil Earnshaw     | 3 sierpnia 2011      | nieemitowany |
| 245      | 13      | „Should’ve Said No Part Two”       | Sarah Glinski   | Phil Earnshaw     | 4 sierpnia 2011      | nieemitowany |
| 246      | 14      | „U Don’t Know Part One”            | James Hurst     | Samir Rehem       | 8 sierpnia 2011      | nieemitowany |
| 247      | 15      | „U Don’t Know Part Two”            | James Hurst     | Samir Rehem       | 9 sierpnia 2011      | nieemitowany |
| 248      | 16      | „Lose Yourself Part One”           | Matt Huether    | Samir Rehem       | 10 sierpnia 2011     | nieemitowany |
| 249      | 17      | „Lose Yourself Part Two”           | Matt Huether    | Samir Rehem       | 11 sierpnia 2011     | nieemitowany |
| 250      | 18      | „Mr. Brightside Part One”          | Shelley Scarrow | Sturla Gunnarsson | 15 sierpnia 2011     | nieemitowany |
| 251      | 19      | „Mr. Brightside Part Two”          | Shelley Scarrow | Sturla Gunnarsson | 16 sierpnia 2011     | nieemitowany |
| 252      | 20      | „Extraordinary Machine Part One”   | Ramona Barckert | Sturla Gunnarsson | 17 sierpnia 2011     | nieemitowany |
| 253      | 21      | „Extraordinary Machine Part Two”   | Ramona Barckert | Sturla Gunnarsson | 18 sierpnia 2011     | nieemitowany |
| 254      | 22      | „Drop It Like It’s Hot Part One”   | Cole Bastedo    | Farhad Mann       | 22 sierpnia 2011     | nieemitowany |
| 255      | 23      | „Drop It Like It’s Hot Part Two”   | Cole Bastedo    | Farhad Mann       | 23 sierpnia 2011     | nieemitowany |
| 256      | 24      | „Don’t Panic Part One”             | Sarah Glinski   | Farhad Mann       | 24 sierpnia 2011     | nieemitowany |
| 257      | 25      | „Don’t Panic Part Two”             | Sarah Glinski   | Farhad Mann       | 25 sierpnia 2011     | nieemitowany |
| 258      | 26      | „Take a Bow Part One”              | Lauren Gosnell  | Stefan Brogren    | 29 sierpnia 2011     | nieemitowany |
| 259      | 27      | „Take a Bow Part Two”              | Lauren Gosnell  | Stefan Brogren    | 30 sierpnia 2011     | nieemitowany |
| 260      | 28      | „Dead & Gone Part One”             | Matt Huether    | Stefan Brogren    | 31 sierpnia 2011     | nieemitowany |
| 261      | 29      | „Dead & Gone Part Two”             | Matt Huether    | Stefan Brogren    | 1 września 2011      | nieemitowany |
| 262      | 30      | „Nowhere to Run Part One”          | Michael Grassi  | Pat Williams      | 24 października 2011 | nieemitowany |
| 263      | 31      | „Nowhere to Run Part Two”          | Michael Grassi  | Pat Williams      | 24 października 2011 | nieemitowany |
| 264      | 32      | „Underneath It All Part One”       | Sarah Glinski   | Pat Williams      | 20 lutego 2012       | nieemitowany |
| 265      | 33      | „Underneath It All Part Two”       | Sarah Glinski   | Pat Williams      | 24 lutego 2012       | nieemitowany |
| 266      | 34      | „Can’t Tell Me Nothing Part One”   | Matt Huether    | Phil Earnshaw     | 2 marca 2012         | nieemitowany |
| 267      | 35      | „Can’t Tell Me Nothing Part Two”   | Matt Huether    | Phil Earnshaw     | 9 marca 2012         | nieemitowany |
| 268      | 36      | „Not Ready to Make Nice Part One”  | Ramona Barckert | Phil Earnshaw     | 16 marca 2012        | nieemitowany |
| 269      | 37      | „Not Ready to Make Nice Part Two”  | Ramona Barckert | Phil Earnshaw     | 23 marca 2012        | nieemitowany |
| 270      | 38      | „Need You Now Part One”            | Sarah Glinski   | Eleanore Lindo    | 30 marca 2012        | nieemitowany |
| 271      | 39      | „Need You Now Part Two”            | Sarah Glinski   | Eleanore Lindo    | 6 kwietnia 2012      | nieemitowany |
| 272      | 40      | „Smash Into You Part One”          | Michael Grassi  | Eleanore Lindo    | 13 kwietnia 2012     | nieemitowany |
| 273      | 41      | „Smash Into You Part Two”          | Michael Grassi  | Eleanore Lindo    | 20 kwietnia 2012     | nieemitowany |
| 274      | 42      | „Hollaback Girl Part One”          | Ramona Barckert | Phil Earnshaw     | 27 kwietnia 2012     | nieemitowany |
| 275      | 43      | „Hollaback Girl Part Two”          | Ramona Barckert | Phil Earnshaw     | 4 maja 2012          | nieemitowany |
| 276      | 44      | „In the Cold, Cold Night Part One” | Brendon Yorke   | Phil Earnshaw     | 11 maja 2012         | nieemitowany |
| 277      | 45      | „In the Cold, Cold Night Part Two” | Brendon Yorke   | Phil Earnshaw     | 18 maja 2012         | nieemitowany |

## Seria 12 (2012–13)
| Serial # | Sezon # | Tytuł                              | Scenariusz      | Reżyseria         | Premiera             | Premiera     |
| -------- | ------- | ---------------------------------- | --------------- | ----------------- | -------------------- | ------------ |
| 278      | 1       | „Come As You Are Part One”         | Michael Grassi  | Stefan Brogren    | 16 lipca 2012        | nieemitowany |
| 279      | 2       | „Come As You Are Part Two”         | Michael Grassi  | Stefan Brogren    | 17 lipca 2012        | nieemitowany |
| 280      | 3       | „Walking on Broken Glass Part One” | Ramona Barckert | Stefan Brogren    | 18 lipca 2012        | nieemitowany |
| 281      | 4       | „Walking on Broken Glass Part Two” | Ramona Barckert | Stefan Brogren    | 19 lipca 2012        | nieemitowany |
| 282      | 5       | „Got Your Money Part One”          | James Hurst     | Eleanore Lindo    | 23 lipca 2012        | nieemitowany |
| 283      | 6       | „Got Your Money Part Two”          | James Hurst     | Eleanore Lindo    | 24 lipca 2012        | nieemitowany |
| 284      | 7       | „Say It Ain’t So Part One”         | Matt Huether    | Eleanore Lindo    | 25 lipca 2012        | nieemitowany |
| 285      | 8       | „Say It Ain’t So Part Two”         | Matt Huether    | Eleanore Lindo    | 26 lipca 2012        | nieemitowany |
| 286      | 9       | „Closer to Free Part One”          | Matt Schiller   | Phil Earnshaw     | 30 lipca 2012        | nieemitowany |
| 287      | 10      | „Closer to Free Part Two”          | Matt Schiller   | Phil Earnshaw     | 31 lipca 2012        | nieemitowany |
| 288      | 11      | „Waterfalls Part One”              | Lauren Gosnell  | Phil Earnshaw     | 1 sierpnia 2012      | nieemitowany |
| 289      | 12      | „Waterfalls Part Two”              | Lauren Gosnell  | Phil Earnshaw     | 2 sierpnia 2012      | nieemitowany |
| 290      | 13      | „Rusty Cage Part One”              | Brendon Yorke   | Sturla Gunnarsson | 6 sierpnia 2012      | nieemitowany |
| 291      | 14      | „Rusty Cage Part Two”              | Brendon Yorke   | Sturla Gunnarsson | 7 sierpnia 2012      | nieemitowany |
| 292      | 15      | „Never Ever Part One”              | Michael Grassi  | Sturla Gunnarsson | 8 sierpnia 2012      | nieemitowany |
| 293      | 16      | „Never Ever Part Two”              | Michael Grassi  | Sturla Gunnarsson | 9 sierpnia 2012      | nieemitowany |
| 294      | 17      | „Sabotage Part One”                | Ramona Barckert | Phil Earnshaw     | 13 sierpnia 2012     | nieemitowany |
| 295      | 18      | „Sabotage Part Two”                | Ramona Barckert | Phil Earnshaw     | 14 sierpnia 2012     | nieemitowany |
| 296      | 19      | „Scream Part One”                  | Matt Huether    | Phil Earnshaw     | 15 sierpnia 2012     | nieemitowany |
| 297      | 20      | „Scream Part Two”                  | Matt Huether    | Phil Earnshaw     | 16 sierpnia 2012     | nieemitowany |
| 298      | 21      | „Building a Mystery Part One”      | Lauren Gosnell  | Samir Rehem       | 12 października 2012 | nieemitowany |
| 299      | 22      | „Building a Mystery Part Two”      | Lauren Gosnell  | Samir Rehem       | 19 października 2012 | nieemitowany |
| 300      | 23      | „Doll Parts Part One”              | Shelley Scarrow | Samir Rehem       | 26 października 2012 | nieemitowany |
| 301      | 24      | „Doll Parts Part Two”              | Shelley Scarrow | Samir Rehem       | 2 listopada 2012     | nieemitowany |
| 302      | 25      | „I Want It That Way Part One”      | Matt Schiller   | Eleanore Lindo    | 9 listopada 2012     | nieemitowany |
| 303      | 26      | „I Want It That Way Part Two”      | Matt Schiller   | Eleanore Lindo    | 16 listopada 2012    | nieemitowany |
| 304      | 27      | „Tonight, Tonight Part One”        | Michael Grassi  | Eleanore Lindo    | 20 listopada 2012    | nieemitowany |
| 305      | 28      | „Tonight, Tonight Part Two”        | Michael Grassi  | Eleanore Lindo    | 20 listopada 2012    | nieemitowany |
| 306      | 29      | „Las Vegas Part One”               | Matt Huether    | Pat Williams      | 14 grudnia 2012      | nieemitowany |
| 307      | 30      | „Las Vegas Part Two”               | Matt Huether    | Pat Williams      | 14 grudnia 2012      | nieemitowany |
| 308      | 31      | „Bitter Sweet Symphony Part One”   | Ramona Barckert | Pat Williams      | 15 lutego 2013       | nieemitowany |
| 309      | 32      | „Bitter Sweet Symphony Part Two”   | Ramona Barckert | Pat Williams      | 22 lutego 2013       | nieemitowany |
| 310      | 33      | „Ray of Light Part One”            | Michael Grassi  | Mitchel T. Ness   | 1 marca 2013         | nieemitowany |
| 311      | 34      | „Ray of Light Part Two”            | Michael Grassi  | Mitchel T. Ness   | 8 marca 2013         | nieemitowany |
| 312      | 35      | „Karma Police Part One”            | Ian Malone      | Mitchel T. Ness   | 15 marca 2013        | nieemitowany |
| 313      | 36      | „Karma Police Part Two”            | Lauren Gosnell  | Mitchel T. Ness   | 22 marca 2013        | nieemitowany |
| 314      | 37      | „Zombie Part One”                  | Matt Huether    | Stefan Brogren    | 29 marca 2013        | nieemitowany |
| 315      | 38      | „Zombie Part Two”                  | Ramona Barckert | Stefan Brogren    | 5 kwietnia 2013      | nieemitowany |
| 316      | 39      | „The Time of My Life Part One”     | Sarah Glinski   | Stefan Brogren    | 21 czerwca 2013      | nieemitowany |
| 317      | 40      | „The Time of My Life Part Two”     | Sarah Glinski   | Stefan Brogren    | 21 czerwca 2013      | nieemitowany |

## Seria 13 (2013–14)
| Serial # | Sezon # | Tytuł                          | Scenariusz           | Reżyseria       | Premiera             | Premiera     |
| -------- | ------- | ------------------------------ | -------------------- | --------------- | -------------------- | ------------ |
| 318      | 1       | „Summertime Part One”          | Ramona Barckert      | Bruce McDonald  | 11 lipca 2013        | nieemitowany |
| 319      | 2       | „Summertime Part Two”          | Ramona Barckert      | Bruce McDonald  | 11 lipca 2013        | nieemitowany |
| 320      | 3       | „All I Wanna Do”               | Matt Schiller        | Bruce McDonald  | 18 lipca 2013        | nieemitowany |
| 321      | 4       | „My Own Worst Enemy”           | Matt Schiller        | Bruce McDonald  | 25 lipca 2013        | nieemitowany |
| 322      | 5       | „About a Girl”                 | Karen Hill           | Stefan Brogren  | 1 sierpnia 2013      | nieemitowany |
| 323      | 6       | „Cannonball”                   | Karen Hill           | Stefan Brogren  | 8 sierpnia 2013      | nieemitowany |
| 324      | 7       | „Honey”                        | Michael Grassi       | Stefan Brogren  | 15 sierpnia 2013     | nieemitowany |
| 325      | 8       | „Young Forever”                | Michael Grassi       | Stefan Brogren  | 22 sierpnia 2013     | nieemitowany |
| 326      | 9       | „This Is How We Do It”         | Matt Huether         | Phil Earnshaw   | 3 października 2013  | nieemitowany |
| 327      | 10      | „You Got Me”                   | Matt Huether         | Phil Earnshaw   | 10 października 2013 | nieemitowany |
| 328      | 11      | „You Oughta Know”              | Courtney Jane Walker | Phil Earnshaw   | 17 października 2013 | nieemitowany |
| 329      | 12      | „Everything You’ve Done Wrong” | Courtney Jane Walker | Phil Earnshaw   | 24 października 2013 | nieemitowany |
| 330      | 13      | „Who Do You Think You Are”     | Lauren Gosnell       | Eleanore Lindo  | 31 października 2013 | nieemitowany |
| 331      | 14      | „Barely Breathing”             | Lauren Gosnell       | Eleanore Lindo  | 7 listopada 2013     | nieemitowany |
| 332      | 15      | „Black or White”               | Ian Malone           | Eleanore Lindo  | 14 listopada 2013    | nieemitowany |
| 333      | 16      | „Spiderwebs”                   | Ian Malone           | Eleanore Lindo  | 21 listopada 2013    | nieemitowany |
| 334      | 17      | „The World I Know”             | Matt Schiller        | Dawn Wilkinson  | 28 stycznia 2014     | nieemitowany |
| 335      | 18      | „Better Man”                   | Matt Schiller        | Dawn Wilkinson  | 4 lutego 2014        | nieemitowany |
| 336      | 19      | „Dig Me Out”                   | Karen Hill           | Dawn Wilkinson  | 11 lutego 2014       | nieemitowany |
| 337      | 20      | „Power to the People”          | Karen Hill           | Dawn Wilkinson  | 18 lutego 2014       | nieemitowany |
| 338      | 21      | „No Surprises”                 | Brendon Yorke        | Stefan Brogren  | 25 lutego 2014       | nieemitowany |
| 339      | 22      | „Basket Case”                  | Brendon Yorke        | Stefan Brogren  | 4 marca 2014         | nieemitowany |
| 340      | 23      | „Unbelievable Part One”        | Matt Huether         | Stefan Brogren  | 11 marca 2014        | nieemitowany |
| 341      | 24      | „Unbelievable Part Two”        | Matt Huether         | Stefan Brogren  | 11 marca 2014        | nieemitowany |
| 342      | 25      | „What It’s Like”               | Courtney Jane Walker | Michael DeCarlo | 18 marca 2014        | nieemitowany |
| 343      | 26      | „Close to Me”                  | Courtney Jane Walker | Michael DeCarlo | 25 marca 2014        | nieemitowany |
| 344      | 27      | „Army of Me”                   | Ramona Barckert      | Michael DeCarlo | 1 kwietnia 2014      | nieemitowany |
| 345      | 28      | „Everything Is Everything”     | Ramona Barckert      | Michael DeCarlo | 8 kwietnia 2014      | nieemitowany |
| 346      | 29      | „Sparks Will Fly Part One”     | Matt Schiller        | Mitchel T. Ness | 15 kwietnia 2014     | nieemitowany |
| 347      | 30      | „Sparks Will Fly Part Two”     | Matt Schiller        | Mitchel T. Ness | 22 kwietnia 2014     | nieemitowany |
| 348      | 31      | „You Are Not Alone”            | Matt Huether         | Mitchel T. Ness | 3 czerwca 2014       | nieemitowany |
| 349      | 32      | „Enjoy the Silence”            | Matt Huether         | Mitchel T. Ness | 10 czerwca 2014      | nieemitowany |
| 350      | 33      | „How Bizarre”                  | Ian Malone           | Phil Earnshaw   | 17 czerwca 2014      | nieemitowany |
| 351      | 34      | „My Hero”                      | Ian Malone           | Phil Earnshaw   | 24 czerwca 2014      | nieemitowany |
| 352      | 35      | „Hypnotize”                    | Courtney Jane Walker | Phil Earnshaw   | 1 lipca 2014         | nieemitowany |
| 353      | 36      | „Out of My Head”               | Courtney Jane Walker | Phil Earnshaw   | 8 lipca 2014         | nieemitowany |
| 354      | 37      | „Believe Part One”             | Sarah Glinski        | Stefan Brogren  | 15 lipca 2014        | nieemitowany |
| 355      | 38      | „Believe Part Two”             | Sarah Glinski        | Stefan Brogren  | 22 lipca 2014        | nieemitowany |
| 356      | 39      | „Thunderstruck Part One”       | Matt Schiller        | Stefan Brogren  | 29 lipca 2014        | nieemitowany |
| 357      | 40      | „Thunderstruck Part Two”       | Matt Huether         | Stefan Brogren  | 29 lipca 2014        | nieemitowany |

## Seria 14 (2014–15)
| Serial # | Sezon # | Tytuł                              | Premiera             | Premiera     |
| -------- | ------- | ---------------------------------- | -------------------- | ------------ |
| 358      | 1       | „Smells Like Teen Spirit”          | 28 października 2014 | nieemitowany |
| 359      | 2       | „Wise Up”                          | 4 listopada 2014     | nieemitowany |
| 360      | 3       | „If You Could Only See”            | 11 listopada 2014    | nieemitowany |
| 361      | 4       | „Can’t Stop This Thing We Started” | 18 listopada 2014    | nieemitowany |
| 362      | 5       | „There’s Your Trouble”             | 25 listopada 2014    | nieemitowany |
| 363      | 6       | „(You Drive Me) Crazy”             | 2 grudnia 2014       | nieemitowany |
| 364      | 7       | „I’ll Be Missing You”              | 9 grudnia 2014       | nieemitowany |
| 365      | 8       | „Hush”                             | 16 grudnia 2014      | nieemitowany |
| 366      | 9       | „Something’s Got to Give”          | 23 grudnia 2014      | nieemitowany |
| 367      | 10      | „Hero vs. Villain”                 | 30 grudnia 2014      | nieemitowany |
| 368      | 11      | „Firestarter Part One”             | 6 stycznia 2015      | nieemitowany |
| 369      | 12      | „Firestarter Part Two”             | 13 stycznia 2015     | nieemitowany |
| 370      | 13      | „Watch Out Now”                    | 20 lipca 2015        | nieemitowany |
| 371      | 14      | „Ready or Not”                     | 20 lipca 2015        | nieemitowany |
| 372      | 15      | „Wishlist”                         | 21 lipca 2015        | nieemitowany |
| 373      | 16      | „Walking in My Shoes”              | 22 lipca 2015        | nieemitowany |
| 374      | 17      | „Get It Together”                  | 23 lipca 2015        | nieemitowany |
| 375      | 18      | „Give Me One Reason”               | 24 lipca 2015        | nieemitowany |
| 376      | 19      | „I Wanna Be Adored”                | 27 lipca 2015        | nieemitowany |
| 377      | 20      | „Buy Her Candy”                    | 28 lipca 2015        | nieemitowany |
| 378      | 21      | „The Kids Aren’t Alright Part One” | 29 lipca 2015        | nieemitowany |
| 379      | 22      | „The Kids Aren’t Alright Part Two” | 30 lipca 2015        | nieemitowany |
| 380      | 23      | „Finally Part One”                 | 31 lipca 2015        | nieemitowany |
| 381      | 24      | „Finally Part One”                 | 31 lipca 2015        | nieemitowany |
| 382      | 25      | „Don’t Look Back Part One”         | 2 sierpnia 2015      | nieemitowany |
| 383      | 26      | „Don’t Look Back Part One”         | 2 sierpnia 2015      | nieemitowany |
| 384      | 27      | „Don’t Look Back Part Three”       | 2 sierpnia 2015      | nieemitowany |
| 385      | 28      | „Don’t Look Back Part Four”        | 2 sierpnia 2015      | nieemitowany |